# Brotogeris chiriri
Brotogeris chiriri е вид птица от семейство Папагалови (Psittacidae).

## Разпространение
Видът е разпространен в Аржентина, Боливия, Бразилия и Парагвай.